# La Chapelle-sur-Aveyron
La Chapelle-sur-Aveyron är en kommun i departementet Loiret i regionen Centre-Val de Loire strax norr Frankrikes mitt. Kommunen ligger i kantonen Châtillon-Coligny som tillhör arrondissementet Montargis. År 2022 hade La Chapelle-sur-Aveyron 623 invånare.

## Befolkningsutveckling
Antalet invånare i kommunen La Chapelle-sur-Aveyron
| Referens: INSEE |